# Titiyo
Titiyo Yambalu Felicia Jah, nota soltanto come Titiyo (Stoccolma, 23 luglio 1967), è una cantante e musicista svedese.

## Biografia
Nata a Stoccolma, è sorellastra del cantante Eagle-Eye Cherry e sorella della cantante Neneh Cherry, nonché figlia del musicista Ahmadu Jah.
Ha iniziato a lavorare con la sorella Neneh Cherry verso la fine degli anni '80 a Londra. Ha lavorato con alcuni artisti svedesi prima di pubblicare l'eponimo album d'esordio Titiyo (1990).
Ha pubblicato altri due album in studio nel corso degli anni '90, mentre nel 2001 è uscito Come Along, disco che è stato trascinato dalla traccia omonima, diventata hit internazionale. Come Along è stato prodotto da Peter Svensson (The Cardigans) e Joakim Berg (Kent).
Ha vinto quattro Grammis: arista rivelazione nel 1989, miglior artista pop-rock femminile nel 1990 e nel 1997 e canzone dell'anno (Come Along) nel 2001.
Nel 2004 ha pubblicato una raccolta. Nel 2008 è uscito il suo quinto album, pubblicato in maniera indipendente.

## Discografia
Album studio
- Titiyo (1990)
- This Is Titiyo (1993)
- Extended (1997)
- Come Along (2001)
- Hidden (2008)

Raccolte
- A Collection of Songs (2004)
- Collection (2013)